# ورا کومیسووا
ورا کومیسووا (روسی: Вера Яковлевна Комисова bzw. Никитина؛ زادهٔ ۱۱ ژوئن ۱۹۵۳) دونده زن اهل اتحاد جماهیر شوروی سوسیالیستی است.
وی در مسابقات کشوری و بین‌المللی در مجموع برندهٔ ۱ مدال طلا، ۱ مدال نقره شده‌است.